# Ostrożeń lepki

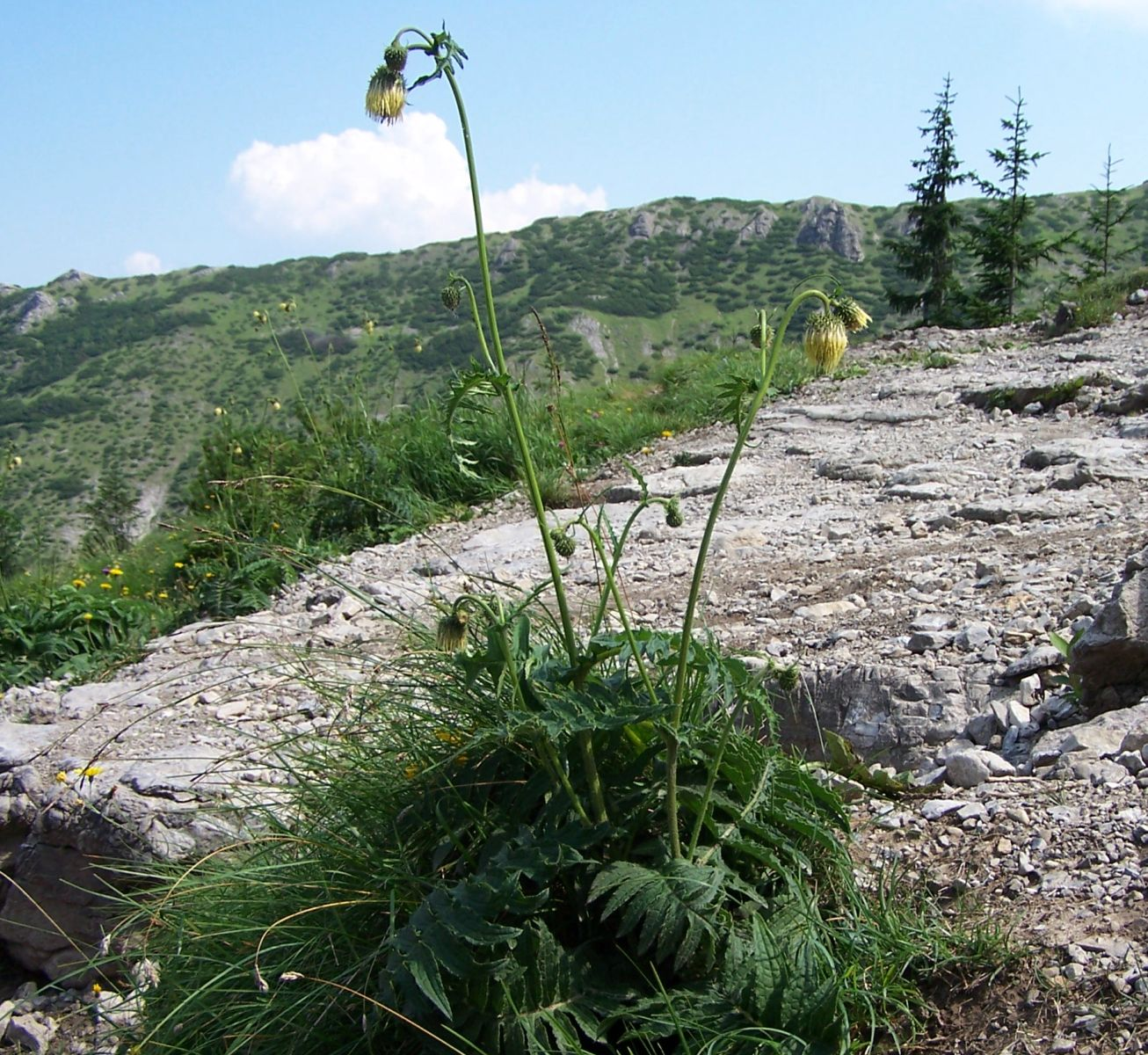
Pokrój

Ostrożeń lepki (Cirsium erisithales (Jacq.) Scop.) – gatunek rośliny wieloletniej należący do rodziny astrowatych. W Polsce występuje głównie w Karpatach. Poza górami ma nieliczne stanowiska koło Krakowa i Będzina. Roślina dość rzadka.

## Morfologia
ŁodygaWzniesiona, gruba, bruzdkowana, bez skrzydełek, omszona i górą bezlistna i lepka (stąd nazwa rośliny). Osiąga wysokość 0,4-1,5 m.
LiścieBardzo duże, głęboko pierzastodzielne. Największe u dołu rośliny, wyraźnie zmniejszające się ku górze. Poszczególne listki o kształcie lancetowatym, 3–5 nerwowe i brzegach niewyraźnie kolczasto ząbkowanych, niekłujące. Liście siedzące, obejmujące łodygę uszkowatą nasadą. Młode liście obficie owłosione, starsze tylko na nerwach.
KwiatyZebrane pojedynczo w duże, zwisające koszyczki, na szczycie łodygi. Koszyczki z zielonymi, ostro zakończonymi i odgiętymi na zewnątrz łuskami okrywy, górą ciemno nabiegłymi. W koszyczku wszystkie kwiaty rurkowate o cytrynowożółtej barwie. Mają koronę składającą się z pięciu bardzo wąskich i zrośniętych płatków, słupek pojedynczy z dwoma cienkimi i nitkowatymi znamionami. Pręciki o wolnych nitkach, lecz zrośniętych w rurkę pylnikach. Kielich przekształcony w puch kielichowy o rozgałęzionych pierzastych włoskach.
OwocNiełupki o długości ok. 5 mm z puchem kielichowym o długości 15–18 mm.

## Biologia i ekologia
- Bylina: Kwitnie od lipca do sierpnia, jest owadopylna. Nasiona są rozsiewane przez wiatr.
- Siedlisko: obrzeża lasów, przydroża, zarośla, wilgotne łąki, w Tatrach także na halach, murawach i wśród skał. Roślina górska o zasięgu pionowym do ok. 2000 m n.p.m., hemikryptofit. Głównie na podłożu wapiennym (roślina wapieniolubna).
- Fitosocjologia: gatunek wyróżniający dla Carici albae-Fagetum[3].
- Liczba chromosomów 2n= 34[4]

## Zmienność
Tworzy mieszańce z gatunkami: ostrożeń bezłodygowy (Cirsium acaule), ostrożeń błotny (Cirsium palustre), ostrożeń lancetowaty (Cirsium vulgare), ostrożeń pannoński (Cirsium pannonicum), ostrożeń polny (Cirsium arvense), ostrożeń różnolistny (Cirsium helenioides), ostrożeń siwy (Cirsium canum), ostrożeń warzywny (Cirsium oleraceum).